# Toter Mann (Schwarzwald)
Der Tote Mann ist ein 1321,7 m ü. NHN hoher Berg im Südschwarzwald in Baden-Württemberg.  Er liegt auf dem Gebiet der Gemeinde Oberried rund 16 km südöstlich von Freiburg im Breisgau und 2,3 km nordwestlich des Feldbergs, des höchsten Berges im Schwarzwald.
Der Tote Mann ist der Hauptgipfel des vom Feldberg nach Nordwesten abzweigenden Bergkammes zwischen dem St. Wilhelmer Tal und dem Zastlertal. Zu ihnen fällt er um rund 500 Meter bzw. rund 600 Meter in teilweise felsigen Steilhängen ab. Der sanfte Nordhang zur Stollenbacher Hütte hinab ist eine Weidefläche mit Skilift, wogegen die übrigen Hänge bewaldet sind.
Der Name des Berges geht auf den früheren intensiven Bergbau in der Umgebung des weiter westlich gelegenen Schauinsland zurück und bedeutet blind endender Stollen. Aufgebaut ist der Berg aus Migmatiten und, im Gipfelbereich, aus Flasergneis.
Der Tote Mann ist einbezogen in das Naturschutzgebiet Feldberg.